# Bois-le-Roi (Sekwana i Marna)
Bois-le-Roi – miejscowość i gmina we Francji, w regionie Île-de-France, w departamencie Sekwana i Marna. Przez miejscowość przepływa Sekwana. 
Według danych na rok 1990 gminę zamieszkiwały 4744 osoby, a gęstość zaludnienia wynosiła 687 osób/km² (wśród 1287 gmin regionu Île-de-France Bois-le-Roi plasuje się na 338. miejscu pod względem liczby ludności, natomiast pod względem powierzchni na miejscu 557.).